# Glasforum
Glasforum – Zeitschrift für Architektur, Raumgestaltung, Kunst war eine deutschsprachige Architekturzeitschrift.
Sie erschien von 1950 bis 2001 in zweimonatlichem Turnus mit einer durchschnittlichen Auflage von 15.000 Exemplaren beim Karl Hofmann Verlag Schorndorf. Nach 2001 wurde sie nur noch als 8-seitige Beilage zur Zeitschrift für Glas, Fenster, Fassade, Metall fortgeführt.
Herausgeber waren Herbert N. Knoll und bis zu seinem Tode 1957 Otto Voelckers.
Chefredakteur war bis 1985 Robert Jeserich, danach Heinz W. Krewinkel.
Die Zeitschrift beschäftigte sich vorwiegend mit der Verwendung von Glas in Architektur und Innenarchitektur. In den frühen Ausgaben werden zahlreiche bedeutende Bauten der Nachkriegsmoderne dokumentiert, so etwa von Sep Ruf, Paul Schneider-Esleben und Emanuel Lindner. Die Beiträge zeichnen sich durch Architekturfotografien von Karl Hugo Schmölz, Gottfried Planck, Heinrich Heidersberger, Klaus Kinold und anderen aus.